# Districtul de Sud (Israel)
Districtul de Sud (în ebraică: מחוז הדרום, Mehoz HaDarom) este unul dintre cele șase districte administrative ale Israelului, fiind cel mai mare ca suprafață și cel cu cea mai mică densitate medie. El acoperă cea mai mare parte a deșertului Negev și valea Arava. 
Conform Biroului Național de Statistică Israelian, populația districtului este de 1,002,400 (86% sunt evrei și 14% arabi - cei mai mulți sunt musulmani). Capitala districtului este Beersheba, în timp ce cel mai mare oraș este Așdod.

## Sub-regiuni administrative
| Orașe | Consilii locale | Consilii regionale |
| --- | --- | --- |
| - Arad - Așdod - Ashkelon - Beersheba - Dimona - Eilat - Kiryat Gat - Kiryat Malakhi - Netivot - Ofakim - Rahat - Sderot | - Ar'arat an-Naqab - Hura - Kuseife - Lakiya - Lehavim - Meitar - Mitzpe Ramon - Omer - Shaqib al-Salam - Tel as-Sabi - Yeruham | - Abu Basma - Be'er Tuvia - Bnei Shimon - Central Arava - Eshkol - Hevel Eilot - Hof Ashkelon - Lakhish - Merhavim - Ramat HaNegev - Sdot Negev (Azata) - Sha'ar HaNegev - Shafir - Tamar - Yoav |